# Лука (Хърватия)
Лука (на хърватски: Luka) е село и община в Загребска жупания, Хърватия. Според преброяването от 2011 г. има 1351 жители, мнозинството от които са хървати.